# 函館市立上湯川小学校
函館市立上湯川小学校（はこだてしりつ かみゆのかわしょうがっこう）は、北海道函館市上湯川町にある公立小学校。

## 沿革
- 戦後のベビーブームによる児童数の増加に加え、函館市では西部地域から東部・北部地域への人口移動が進んだ。特に昭和40年代初頭には、函館市による上湯川地域の住宅団地開発が進められ、それに伴い湯川小学校の在籍児童が増加した。市はこれに対応するため、新たな小学校の設置を決定し、上湯川台地に校地を選定。こうして、昭和45年（1970年）4月に上湯川小学校が開校した。[1]。
- 平成31年（2019年）4月1日に、近隣の亀尾小学校と統合され、「上湯川小学校・亀尾小学校統合校」として新たに開校[2][3]。

## 通学区域
上湯川(333・335－339・368－379を除く。) ，紅葉山，庵原，亀尾，米原，東畑，鉄山，蛾眉野，高松128－132・295・ 305－314・405・437・467－514・515(1・2)・516(5)・517(3)－519・561－578，瀬戸川（函館空港以北）

## 主な進学先中学校
- 函館市立戸倉中学校